# Lierse stadsbus
Het Lierse stadsbusnet wordt geëxploiteerd door exploitant Kruger Autobus in opdracht van de De Lijn, entiteit "Antwerpen". Het stadsbusnetwerk kent drie stadslijnen. De belangrijkste knooppunten van het stadsnet zijn Station Lier en het busstation op de Veemarkt.

## Wagenpark
De volgende bussen doen anno 2014 dienst op de stadsnet van Lier.
| Serie         | Aantal | Fabrikant       | Type     | Opmerking                             |
| ------------- | ------ | --------------- | -------- | ------------------------------------- |
| 101792-101799 | 8      | Van Hool        | newA308  | Buiten dienst                         |
| 106267        | 1      | VDL Bus & Coach | Midcity  |                                       |
| 106268-106272 | 5      | Van Hool        | newA360H | Rijden afwisselend op de streekdienst |
| 106473-106475 | 3      | Van Hool        | newA360H | Rijden afwisselend op de streekdienst |

## Huidige situatie
Anno 2018 zijn er drie stadslijnen. Hieronder een tabel met de huidige stadslijnen die overdag rijden.
| Lijn | Traject                                  | Frequentie | Voornaamste haltes                                                                                         |
| ---- | ---------------------------------------- | ---------- | --- |
| 1    | (Oelegem) - Broechem - Lisp - Lier       | 20’        | Oelgem Kerk, Broechem Van Den Nestlaan, Station Lier (Zagerijstraat), Heilig Hartziekenhuis, Ceciliastraat |
| 2    | Duffel Station - Herderin - Lier Station | 120’       | Station Duffel, Duffel Gemeentehuis, Duffel Mijlstraat, Lier De Mol, Station Lier                          |
| 3    | Emblem - Kessel - Lier                   | 120’       | Emblem Grimmarastraat, Station Kessel, Lier veemarkt, Heilig Hartziekenhuis, Station Lier                  |